# Muhal Richard Abrams

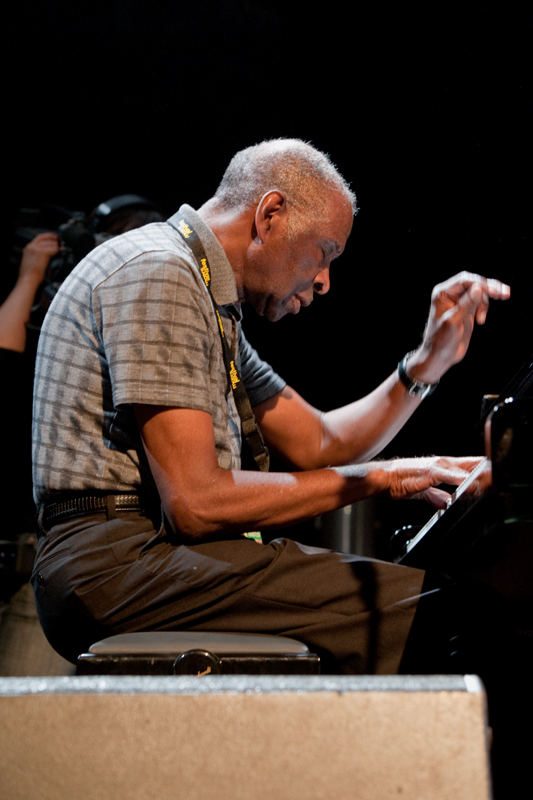
Muhal Richard Abrams, Moers Festival 2009

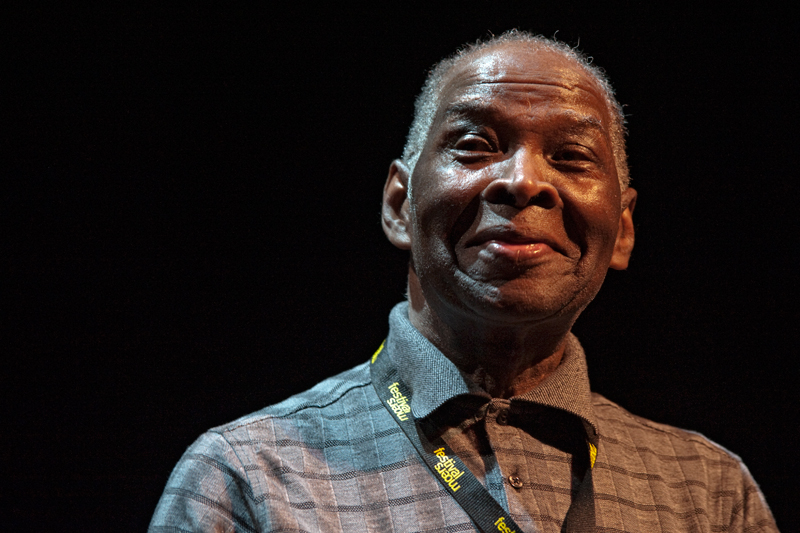
Muhal Richard Abrams, Moers Festival 2009

Muhal Richard Abrams (geboren als Richard Louis Abrahams;* 19. September 1930 in Chicago, Illinois; † 29. Oktober 2017 in New York City, New York) war ein US-amerikanischer Jazzpianist, -klarinettist und Komponist.

## Leben
Neben einem kurzen Studium am Chicago Musical College und der Governors State University in Chicago erarbeitete sich Abrams seine musikalische Ausbildung überwiegend autodidaktisch. Er war Mitbegründer der Association for the Advancement of Creative Musicians (AACM) sowie der School of Music der AACM und ist Mitglied des Direktoriums der TheNational Jazz Service Organization.
Als Jazzmusiker arbeitete er mit Künstlern wie Max Roach, Dexter Gordon, Art Farmer, Clifford Jordan, Ari Brown, Sonny Stitt, Anthony Braxton, George Lewis, James Moody, Mwata Bowden und Eddie Harris zusammen. 1961 gründete er mit Harris, Donald Garrett, Victor Sproles, Malachi Favors und Roscoe Mitchell seine Experimental Band; 1963 kam der Bassist Charles Clark hinzu. 1967 nahm er für Delmark sein Debütalbum Levels and Degrees of Light mit Musikern wie Braxton, Leroy Jenkins, Kalaparusha Maurice McIntyre und Thurman Barker auf. Abrams’ Experimental-Band war der Kern, aus der schließlich die Musiker-Organisation AACM hervorging. Seit den 1970er Jahren veröffentlichte Abrams auf dem Label Black Saint, wie sein viel beachtetes Album Blu Blu Blu von 1990, bei dem er u. a. mit John Purcell, Warren Smith und Jack Walrath arbeitete. Zu hören war er auch auf Barry Altschuls Album You Can’t Name Your Own Tune (1977). Letzte Aufnahmen entstanden 2013, als er mit Jack DeJohnette, Henry Threadgill, Roscoe Mitchell, und Larry Gray auf dem Chicago Jazz Festival auftrat.
1990 war er der erste Empfänger des internationalen Jazzpar-Preis. Er unterrichtete Jazzkomposition und Improvisation u. a. am Banff Center in Banff (Kanada), an der Columbia University, der Syracuse University und beim BMI Composers Workshop in New York City.
Daneben komponierte er Werke für sinfonische und kammermusikalische Besetzung, die u. a. vom Chicago Symphony Orchestra, dem Detroit Symphony Orchestra, dem Brooklyn Philharmonic Orchestra und dem Kronos Quartet ausgeführt wurden.

## Ehrungen
2010 erhielt Abrams die NEA Jazz Masters Fellowship. 2012 verlieh ihm die Columbia University die Ehrendoktorwürde; die Mid-Atlantic Arts Foundation ehrte ihn mit dem Living Legacy Awardee.

## Werke (Auswahl)
- NOVI für Sinfonieorchester und Jazzquartett
- Fanfare III für Big Band (Fünf Saxophone, vier Trompeten, vier Posaunen, Kontrabass, Klavier und Schlagzeug), 1977 OCLC 779417546
- Half Step für Big Band (Fünf Saxophone, vier Trompeten, vier Posaunen, Kontrabass, Klavier und Schlagzeug), 1977 OCLC 1118977561
- Ritob für Big Band (Fünf Saxophone, vier Trompeten, vier Posaunen, Gitarre, Kontrabass, Klavier und Schlagzeug), 1977 OCLC 779412170
- Variations for Solo Saxophone, Flute, and Chamber Orchestra, 1982 OCLC 24937463 Die Uraufführung fand am 5. Juli 1982 beim Festival „New Music America '82“ mit dem Chicago Symphony Orchestra Chamber Ensemble
- Quintet for Voice (Soprano), Piano, Harp, Cello and Violin, 1982
- Transversion I op. 6 für Sinfonieorchester, 1983 (Dauer 15 Minuten) OCLC 24830800
- Improvisation Structures I – II – III – IV – V – VI, 1983
- Inner Lights, 1984. Aufgeführt vom Muhal Richard Abrams Octet. OCLC 22643510
- Laja, 1984. Aufgeführt vom Muhal Richard Abrams Octet. OCLC 22643452
- Positrain, 1984. Aufgeführt vom Muhal Richard Abrams Octet. OCLC 22643452
- Trio für Klavier solo, 1984
- Odyssey of King für Kammerorchester, 1984
- String Quartet 2, 1985
- Piano Duet 1, 1986 OCLC 1118980971
- Saturation Blue, 1986 OCLC 1119081407 Das Werk wurde vom Brooklyn Philharmonic Orchestra aufgeführt.
- Folk Tales ’88 für Sinfonieorchester, 1988
- The Hearinga Suite OCLC 25136514 Eingespielt mit dem Muhal Richard Abrams Orchestra am 17. und 18. Januar 1989 im A & R Recording Studio in New York und beim Label Black Saint 1989 veröffentlicht.
- What a Man, 1991
- String Quartet 3, 1992
- Strings and Things für Streichtrio, 1992
- Saxophone Quartet I, 1994 OCLC 34472337
- New Horizons, Mikrotonale Musik für Flöte, Violoncello, Yamaha DX7, harmonic canon, zoomoozophones, boo, diamond marimba, cloud chamber bowls, spoils of war and cone gongs, 1994 OCLC 1140929732
- Duet für Violine und Klavier, 1996 Auftragswerk des McKim Fund, technische Voraussetzungen: Atari Mega ST und Notator SL OCLC 39217539
- Big T für Big Band, Thad Jones gewidmet OCLC 1118983567
- Fortex für Big Band OCLC 1119125597
- Symtre für Big Band OCLC 1119088844
- Textures 86  für Big Band OCLC 1118978399
- You für Big Band OCLC 1118977937
- Portrait I für Jazztrio OCLC 1119073136
- Hello Mr. Bach für zwei Klaviere OCLC 890002578

## Diskographie
- Levels and Degrees of Light (Delmark, 1967)
- Young At Heart/Wise In Time (Delmark, 1969)
- Sightsong, 1975
- 1-OQA+19 (Black Saint, 1977)
- Spiral (Live at Montreux 1978), 1978
- Spihumonesty (Black Saint, 1979)
- Mama And Daddy (Black Saint, 1980)
- Duet (Black Saint, 1981) mit Amina Claudine Myers
- Blues Forever (Black Saint, 1981)
- Rejoicing With The Light (Black Saint, 1983)
- View from Within (Black Saint, 1984)
- Colors in Thirty-Third (Black Saint, 1986)
- The Hearinga Suite (Black Saint, 1989)
- Blu Blu Blu (Black Saint, 1990)
- Think All, Focus One (Black Saint, 1994)
- One Line, Two Views (New World, 1995)
- Song For All Black Saint 1995
- Open Air Meeting (New World, 1996)
- The Visibilty of Thought (Mutable, 2001)
- SoundDance (Pi, 2011) mit George Lewis